# Hyperbaena longiuscula
Hyperbaena longiuscula är en tvåhjärtbladig växtart. Hyperbaena longiuscula ingår i släktet Hyperbaena och familjen Menispermaceae.

## Underarter
Arten delas in i följande underarter:
- H. l. clementis
- H. l. longiuscula